# Arroz con liebre

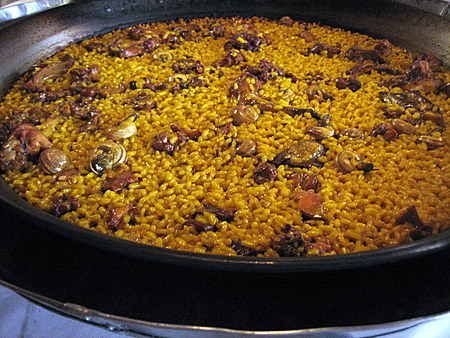
Los arroces con diversos contenidos.

El arroz con liebre es un plato típico de la cocina tradicional castellana, aunque también es típico de otras regiones de España. Los ingredientes básicos de este plato son: liebre, arroz, pimiento rojo o morrón, tomate, ajos, vino blanco, sal y aceite de oliva. Es un plato frecuente también en la costa levantina española.

## Arroz y conejo con caracoles

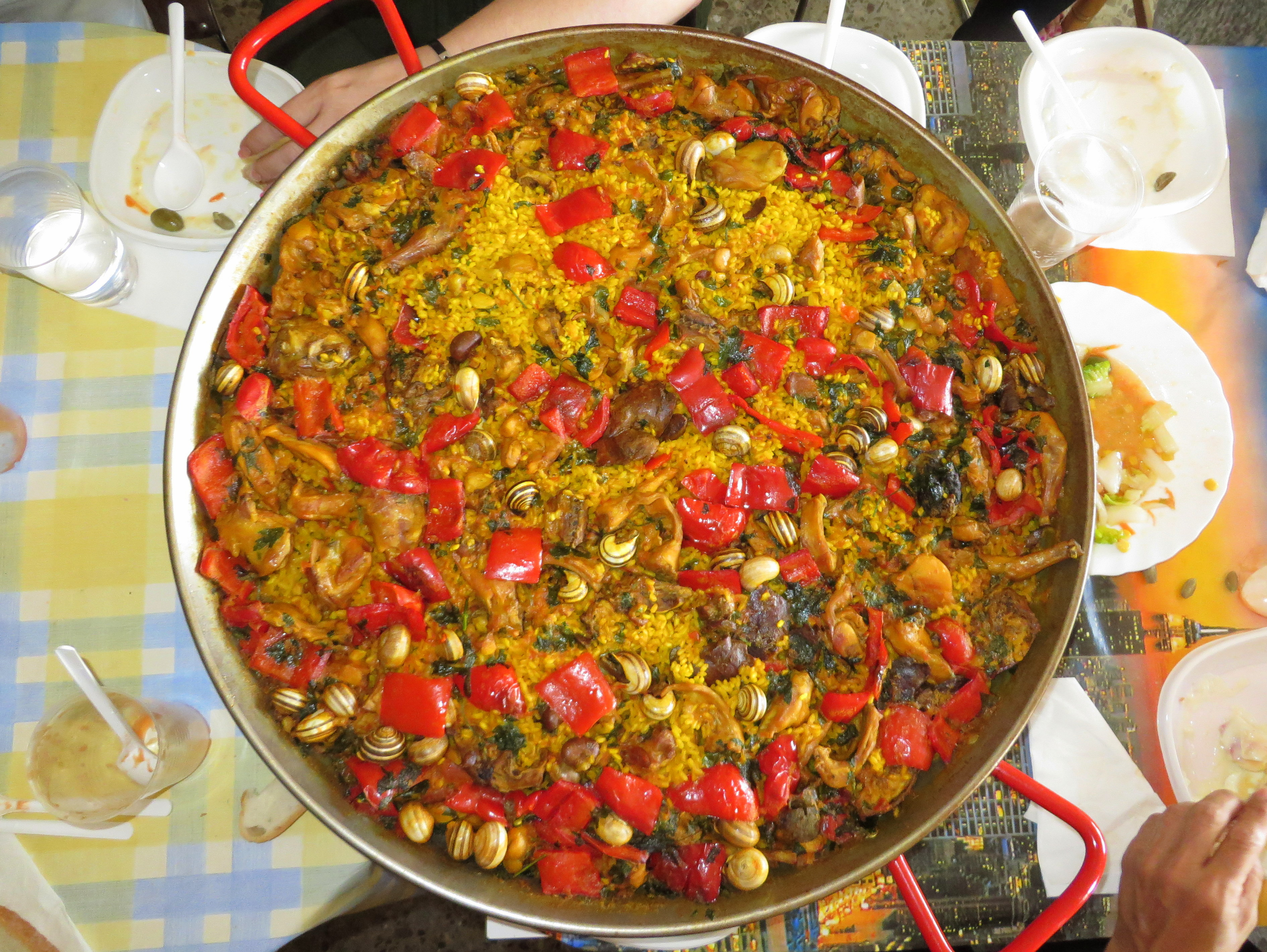
Arroz y conejo con caracoles, Murcia

Esta preparación es habitual en Murcia y la zona de Alicante. En Murcia, los ingredientes básicos son conejo, caracoles, arroz, pimiento rojo, tomate, sal y aceite de oliva.